# 萩原佳
萩原 佳（はぎはら けい、1977年7月27日 - ）は、日本の政治家、公認会計士、税理士。日本維新の会所属の衆議院議員（1期）。元茨木市議会議員（2期）。

## 経歴
大阪府に生まれ、茨木市で育つ。関西大倉高等学校卒業後、2002年に信州大学経済学部卒業。
中央青山監査法人、あらた監査法人を経て、2009年、公認会計士登録。2014年、税理士登録し、茨木市で会計事務所開業。
2017年1月、茨木市議会議員選挙に大阪維新の会公認で立候補し、初当選。2021年再選。
2024年10月2日、日本維新の会の吉村洋文共同代表（大阪府知事）は、同月に予定される第50回衆議院議員総選挙大阪9区において、同党所属で党員資格停止中である足立康史衆議院議員ではなく別の候補者を擁立すると発表。これを受け6日に足立は政界引退を表明。10月8日、日本維新の会は同区に萩原を擁立すると発表。会見で萩原は自身の立候補について、足立とは「話はしていない」と述べた。
萩原の擁立が決まったのは公示の約1週間前と出遅れたため、総選挙では知名度不足が懸念されたうえ、足立が対立候補である自由民主党新人の東田淳平の応援に回るなどしたが、10月27日の投開票の結果、萩原が東田らを破り、初当選した。萩原は維新支持層を固め、無党派層からも支持を集めていた。

## 騒動
- 茨木市議在任中の2023年12月、市議会定例会の一般質問に向けた打ち合わせの際に、担当の女性職員に対し「小学生と話しているみたいだ」などと発言したとして議長から口頭で注意を受けた。萩原は取材に対し、具体的な内容については回答を避けた上で、「不快に思われたのなら申し訳ない」と述べ、既に職員へ謝罪したと明らかにした[8]。

## 選挙歴
| 当落 | 選挙                     | 執行日         | 年齢 | 選挙区      | 政党         | 得票数    | 得票率 | 定数 | 得票順位 /候補者数 | 政党内比例順位 /政党当選者数 |
| ---- | ------------------------ | -------------- | ---- | ----------- | ------------ | --------- | ------ | ---- | ------------------ | ---------------------------- |
| 当   | 2017年茨木市議会議員選挙 | 2017年1月22日  | 39   | ーー        | 日本維新の会 | 2668票    | ーー   | 30   | 11/43              | /                            |
| 当   | 2021年茨木市議会議員選挙 | 2021年1月24日  | 43   | ーー        | 日本維新の会 | 4840票    | ーー   | 28   | 1/38               | /                            |
| 当   | 第50回衆議院議員総選挙   | 2024年10月27日 | 47   | 大阪府第9区 | 日本維新の会 | 8万4068票 | 42.56% | 1    | 1/5                | /                            |